# Pleocomídeos
Pleocomídeos (Pleocomidae) são uma família de coleópteros. Ocorre do sul de Washington nos Estados Unidos até o norte da Baixa Califórnia no México.

## Subfamílias
- Pleocominae LeConte, 1861
- † Cretocominae Nikolajev, 2002
- † Archescarabaeinae Nikolajev, 2010